# Ermita de l'Abellera
L'Ermita de l'Abellera o de la Mare de Déu de l'Abellera, com també se la coneix, està situada a uns 2 kilòmetres a llevant del poble de Prades. S'alça en una cinglera de 1.020 metres d'altitud, aprofitant una balma on abans d'edificar-hi l'Abellera hi havien viscut eremites, entre d'altres sembla que hi va ser Bernat Boïl, primer llegat apostòlic a Amèrica el 1493. Està declarada Bé cultural d'interès local.

## Història
Segons la tradició, un pastor va trobar la imatge de la Verge entre les branques d'una alzina voltada de ruscos, quan anava a buscar mel. La imatge hauria retornat dues vegades al lloc on havia estat descoberta cada vegada que el pastor provava d'endur-se-la cap a casa. La tradició parla també d'una ermita existent en aquell lloc, on s'hi hauria retirat la reina Margarida de Prades. Sembla però que l'ermita no es va construir fins al 1570, i beneïda pel rector de Prades el 1574. El 1578 s'hi afegí el campanar, i a finals del segle xvii o a començaments del xviii s'hi van fer importants obres de reforma. L'ermita és un recinte d'una sola nau. El 1936 es va destruir la imatge de la Mare de Déu, obra d'alabastre policromat d'estil gòtic tardà popular. La imatge es va reproduir a partir de fotografies l'any 1940 amb marbre de Sarral.
Segons Amades, la devoció, que està molt arrelada i s'hi fan romeries a l'ermita i balls de coques de mel, vindria de la cristianització del culte a una antiga divinitat agrícola local. Vora de l'ermita brollava una font amb aigua que tenia fama de miraculosa, que s'estroncà a començaments del segle xx.
Vora l'ermita hi ha un pedró d'homenatge a Melcior Font, que en va escriure els goigs.

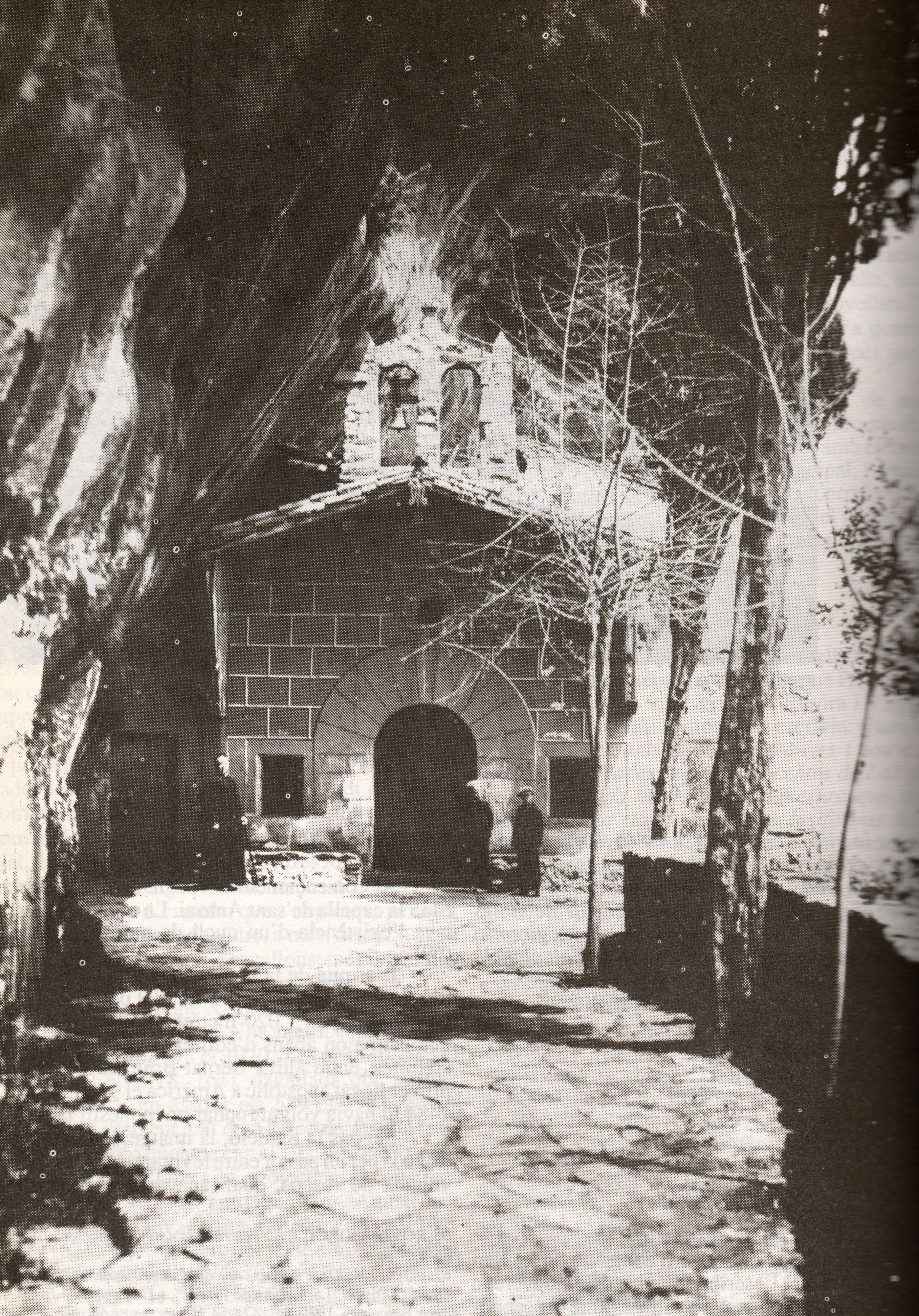
L'ermita de l'Abellera el 1918